# Wiązka kostyczna
Wiązka kostyczna – rozmaitość różniczkowa wraz z przestrzeniami kostycznymi w każdym jej punkcie.

## Definicja formalna
Wiązka kostyczna do rozmaitości różniczkowej {\displaystyle M,} klasy {\displaystyle C^{k},} {\displaystyle k\geqslant 1,} oznaczana przez {\displaystyle T^{*}M,} to suma rozłączna przestrzeni kostycznych w każdym punkcie rozmaitości {\displaystyle M.}
Elementami wiązki kostycznej są pary {\displaystyle (x,f),} gdzie {\displaystyle x\in M} oraz {\displaystyle f\in T_{x}^{*}M.}

## Komentarz
Wiązka kostyczna posiada naturalną topologię, przy której jest rozmaitością topologiczną oraz naturalną strukturę różniczkową klasy {\displaystyle C^{k-1}.}